# Anand Binda
Anand Prakash Binda (Paramaribo, 2 juni 1949) is een Surinaamse kunstschilder, tekenaar en docent beeldende kunsten.

## Opleiding
Anand Binda behaalde zijn onderwijzersdiploma aan de Surinaamse Kweekschool in 1969 en studeerde aan de Surinaamse School voor Beeldende Kunsten. Van 1973 tot 1978 studeerde hij aan de Koninklijke Academie van Beeldende Kunsten in Den Haag. Hij behaalde zijn MO-A en MO-B als leraar Beeldende Kunst. In 2008 volgde hij een cursus in Patanjali Ashtanga Yoga, aan het Indiaas Cultureel Centrum in Paramaribo.

## Werkervaring
Binda werkte als onderwijzer aan verschillende scholen, en tot 1994 ook aan het Surinaams Pedagogisch Instituut. Verder werkte hij aan het Instituut voor de Opleiding van Leraren, van 1981 tot 1986 en van 1999 tot 2004 ook als hoofd van de afdeling Beeldende Kunsten. Hij geeft les aan de Academie voor Hoger Kunst- en Cultuuronderwijs in Paramaribo. In 2005 gaf hij drie maanden een cursus Oosterse Kunst in Chitrakala Parishath Bangalore, India. Sinds 2005 geeft hij onderwijzers les in kinderkunst.
Binda is lid van de Associatie van Beeldende Kunstenaars in Suriname (ABKS), de Federation of Visual Artists in Suriname (FVAS), de Yoga Niketan (Yoga & Meditatie Centrum) en de SCOS (culturele organisatie).

## Werk
Hoewel Binda vormen en contouren soms abstraheert, laat hij het figuratieve nooit volledig los. Naast meer traditionele taferelen als huizen, landschappen en dieren (paarden, tijgers) schildert hij menselijke figuren, die vaak door een prismatische behandeling van de kleuren een kosmisch aura tonen.

## Tentoonstellingen (groeps- en solo)
- 1979 - Galerie de Sluis, Leidschendam, Nederland (solo).
- 1981 - Theater Thalia, Paramaribo, Suriname.
- 1982 - Theater Thalia, Paramaribo, Suriname.
- 1982 - Het Park, "Diaspora", Paramaribo, Suriname.
- 1984 - Theater Thalia, Paramaribo, Suriname.
- sinds 1984 Ons Erf, "Nationale Kunstbeurs", Paramaribo, Suriname.
- 1985 - Theater Thalia, "Festival of the Guyanas", Paramaribo, Suriname.
- 1987 - National Museum, "Suriname Arts", Port au Prince Haïti.
- 1988 - Suriname Museum, "Prospect", ABKS, Paramaribo, Suriname.
- 1988 - Cayenne, Egi Du expo, French Guyana.
- 1991 - Suriname Museum, "Netwerk", Telesur Art Expo, Paramaribo, Suriname.
- 1992 - Suriname Museum, "Interactive", ABKS, Paramaribo, Suriname.
- 1992 - Museo de Arte Moderno, "First Caribbean and Central American Biennial of Painting", Santo Domingo.
- 1993 - Volkenkundig Museum, "Encounter Suriname-Holland", Rotterdam, Nederland.
- 1994 - Suriname Museum, "Survival", ABKS, Paramaribo, Suriname.
- 1994- Montjoly, Biennale, Frans-Guyana.
- 1995 - Galerie Paljas, Antwerpen, België (solo).
- 1995 - Pegasus hotel, "Phases II", Egi Du, Georgetown, Guyana.
- 1995 - Port of Spain, "Carifesta", Trinidad and Tobago.
- 1995 – Fort Zeelandia, "Twenty years of visual art in Suriname 1975-1995", Paramaribo, Suriname.
- 1996 - Suriname Ambassade, "The Garden of Suriname Art", Miami, USA.
- 1996 - The Florida Museum of Hispanic and Latin American Art, "Cultural Olympiad", Miami, USA.
- 1996 - Drechtsteden Hospital, "Suriname in Color", Dordrecht, Nederland.
- 1997 – Stedelijk Museum, "Twenty years of visual art in Suriname", Amsterdam, Nederland.
- 1997 - Fort Zeelandia, "Values". ABKS, Paramaribo, Suriname.
- 1998 - Cultural Center of the Inter-American Development Bank, "In Search of Memory", Washington DC, USA.
- 1998 - Fort Zeelandia, "In Search of Memory", Paramaribo, Suriname.
- 1999 - SoHo, "The National Black Fine Art Show", New York, USA.
- 1999 - Andres Bello Cultural Center, "Trees and Rivers", Paramaribo, Suriname (solo).
- 2000 - Museo de Arte Moderno, "The Urban life in the Caribbean region", Cariforo, Travelling Intercaribbean exhibition, Santo Domingo.
- 2000 - Kiskedee Gallery, FVAS Exhibition, Trinidad & Tobago.
- 2001 - Zeelandia Suites, "Mini-expo", Paramaribo, Suriname (solo).
- 2002 - Espaco Cultural 508 Sul, "Encounter", Brasilia, Brazilië.
- 2003 - Het Vat, "Mini-Carifesta" 2003 Exhibition, Paramaribo, Suriname.
- 2004 - Fort Zeelandia Buiding 9, solo, "25 year visual art Surinaams Museum", Commewijnestraat 18, Paramaribo, Suriname, "20 years ABKS". * 2004 - Gallery De Praktijk, Zeeland, Nederland.
- 2005 - Karnataka Chitrakala Parishath, Bangalore India (solo).
- 2007 - Colours of Suriname, Surinaams Museum, Fort Zeelandia, Paramaribo, Suriname.
- 2007 - Colours of Suriname, Lalit Kala Akademi, Rabindra Bhavan, New Delhi, India.
- 2008 - Indradanush, 135 jaar Hindostaanse Immigratie, Instituto Venezolano, Paramaribo, Suriname.
- 2008 - Echo India, 135 jaar Hindostaanse Immigratie, Sarnamihuis, Den Haag, Nederland, Kosmopolis.
- 2008 - Love the Nature, Royal House of Art, Royal Torarica, Paramaribo, Suriname (solo).

Zijn werk bevindt zich in collecties in Aruba, België, Brazilië, Chili, Costa Rica, Curaçao, Frankrijk, Guyana, Frans-Guyana, India, Nederland, Zuid-Korea, Suriname, Trinidad & Tobago, de Verenigde Staten, Venezuela.